# 1. Fallschirm-Armee
Die 1. Fallschirm-Armee / Fallschirmarmeeoberkommando 1 (FschAOK 1) war eine Kommandobehörde der Luftwaffe der Wehrmacht während des Zweiten Weltkrieges. Sie war Oberkommando jeweils wechselnder Armeekorps sowie zahlreicher Spezialtruppen und ging aus dem XI. Fliegerkorps hervor.

## Geschichte
Mit der Aufstellung der 1. Fallschirm-Armee wurde auf einen Befehl des Oberbefehlshabers der Luftwaffe Hermann Göring vom 5. November 1943 zur Aufstellung eines Armeeoberkommandos mit zwei Fallschirm-Korps bis zum April 1944 begonnen. Mit der Durchführung wurde das Generalkommando XI. Fliegerkorps unter General der Fallschirmtruppe Kurt Student beauftragt, das für die Führung, Ausbildung und Ergänzung der Fallschirmtruppe der Luftwaffe zuständig und zuvor schon unter anderem in der Luftlandeschlacht um Kreta (Unternehmen Merkur) eingesetzt worden war. Die beiden Fallschirmkorps wurden im Januar 1944 in Italien bzw. Frankreich aus dem von der Ostfront abgezogenen II. Luftwaffen-Feldkorps und dem XIII. Fliegerkorps aufgestellt. Am 3. April 1944 erfolgte in Nancy die Umwandlung des Generalkommandos XI. Fliegerkorps in das Fallschirm-AOK 1, das unter den Befehl der Heeresgruppe D/Oberbefehlshaber West gestellt wurde. Zu der geplanten Unterstellung des I. Fallschirm-Korps kam es nicht, da dieses in Italien gebunden war.
Nach der Landung der Alliierten in der Normandie im Juni 1944 wurde die 1. Fallschirm-Armee direkt dem OKW unterstellt und setzte ihre Ausbildungstätigkeit fort. Ihren ersten Gefechtseinsatz erlebte die Armee nach dem Durchbruch der Alliierten in Frankreich am 4. September 1944 am Albert-Kanal in Belgien im Verband der Heeresgruppe B. Im Zuge der Operation Market Garden wurde sie zur Maas und zum Waal im östlichen Holland zurückgedrängt. Der Armee unterstanden im Oktober 1944 neben dem II. Fallschirm-Korps auch ein Heeres- und zwei SS-Korps. Im November 1944 übernahm Generaloberst Student die aus der 1. Fallschirm-Armee und der 15. Armee gebildete Heeresgruppe H und wurde bei der 1. Fallschirm-Armee durch General der Fallschirmtruppe Alfred Schlemm ersetzt.
Im Verlauf der Schlacht im Reichswald im Februar 1945 gelang den Alliierten der Vormarsch bis zum Niederrhein, wo die 1. Fallschirm-Armee in den deutschen Brückenkopf bei Wesel zurückgedrängt wurde. Am 10. März zog die Armee sich mit den restlichen deutschen Verbänden auf das rechte Rheinufer zurück und erhielt dort das Gebiet zwischen Emmerich und Krefeld als Verteidigungsabschnitt zugewiesen. Am 21. März, zwei Tage bevor die Alliierten in der Operation Plunder über den Rhein vorstießen, wurde General Schlemm bei einem Fliegerangriff in Erle verletzt und aufgrund einer Fiebererkrankung am 28. März durch General Günther Blumentritt ersetzt. Dieser gab sein Amt wenig später wieder an Generaloberst Student ab. Ab April 1945 unterstand die 1. Fallschirm-Armee dem Oberbefehlshaber Nordwest, wenig später kapitulierte sie unter ihrem letzten Oberbefehlshaber General der Infanterie Erich Straube vor den alliierten Truppen in Oldenburg.

## Gefechtskalender
Der Gefechtskalender der 1. Fallschirm-Armee zeigt folgende Einträge:
1. Schlacht bei Arnheim und Nimwegen 17. September 1944 – 26. September 1944
2. Abwehrkämpfe an Maas und Waal 27. September 1944 – 7. Februar 1945
3. Kämpfe um den Reichswald 7. Februar 1945 – 13. Februar 1945
4. Rückzugskämpfe auf den Rhein (Xanten) 14. Februar 1945 – 10. März 1945
5. Rückzugskämpfe auf Ems und Weser 23. März 1945 – 8. Mai 1945

## Personen
| Dienstzeit                          | Dienstgrad                   | Name                |
| ----------------------------------- | ---------------------------- | ------------------- |
| 4. September bis 18. November 1944  | Generaloberst                | Kurt Student        |
| 18. November 1944 bis 28. März 1945 | General der Fallschirmtruppe | Alfred Schlemm      |
| 28. März bis 10. April 1945         | General der Infanterie       | Günther Blumentritt |
| 10. bis 28. April 1945              | Generaloberst                | Kurt Student        |
| 28. April 1945 bis zur Kapitulation | General der Infanterie       | Erich Straube       |

| Dienstzeit                      | Dienstgrad      | Name             |
| ------------------------------- | --------------- | ---------------- |
| 1. Mai bis 20. August 1944      | Generalleutnant | Wolfgang Erdmann |
| 15. September bis November 1944 | Oberst          | Walter Reinhard  |
| November 1944 bis 8. Mai 1945   | Oberst          | Ernst Kusserow   |

| Dienstzeit                 | Dienstgrad     | Name            |
| -------------------------- | -------------- | --------------- |
| unbekannt                  | Oberstleutnant | Berlin          |
| 17. Januar bis 8. Mai 1945 | Major          | Arnold von Roon |

## Gliederung

### Armeetruppen
- Fallschirm-Jäger-Lehr-Regiment 21
- Fallschirm-Armee-Waffenschule 21
- Sturm-Bataillon der Fallschirm-Armee
- Fallschirm-Radfahr-Bataillon 1
- Fallschirm-Panzer-Regiment 1
- Fallschirm-Sturmgeschütz-Brigade 21
- Höherer Artilleriekommandeur der Fallschirm-Armee 1
- schwere Werfer-Abteilung der Fallschirm-Armee 1
- Fallschirm-Pionier-Regiment 1
- Fallschirmarmee-Nachschubtruppen 1
- Transport-Abteilung der Fallschirm-Armee 1
- Fallschirm-Armee-Nachrichten-Regiment 1
- Kranken-Transport-Abteilung der Fallschirm-Armee 1
- Feldersatz-Regiment der Fallschirm-Armee
- Genesenden-Bataillon der Fallschirm-Armee 1

### Unterstellte Armeekorps und Divisionen
| 13. Oktober 1944 | - LXXXVI. Armeekorps - II. Fallschirmkorps - II. SS-Panzerkorps - XII. SS-Armeekorps - 526. Reserve-Division                      |
| Februar 1945     | - II. Fallschirmkorps - LXXXVI. Armeekorps - XXXXVII. Armeekorps - LXIII. Armeekorps - Panzer-Lehr-Division - 116. Panzerdivision |
| April 1945       | - LXXXVI. Armeekorps - II. Fallschirmkorps                                                                                        |